# Aston Martin V8

Aston Martin V8 Volante gebruikt in de James Bondfilm 'The Living Daylights'

De V8 is een model van het automerk Aston Martin. Dit type werd (uiterlijk zo goed als ongewijzigd) een kleine 20 jaar continu geproduceerd, van 1970 tot en met 1989. Er werd ook zowel een Vantage- als een Volante-versie gemaakt, en er was ook een bepaalde serie die aangepast was aan de wensen van de Britse Prins Charles. Deze serie werd de AMV8 PoW (Prince of Wales) specification genoemd. De wagen werd ontworpen door William Towns.
De motor van deze wagen wordt evenals de V8 als geheel als legende beschouwd en hield het zelfs nog langer uit dan de wagen. Het was een V8-motor met twee kleppen per cilinder, ontworpen door Tadek Marek, die zeer betrouwbaar en krachtig bleek te zijn. De laatste (aangepaste) versie rolde op 20 oktober 2000 van de band in een speciale Aston Martin V8 Vantage Volante. In de eerste modellen werd er gebruikgemaakt van een brandstofinjectiesysteem van Bosch, maar door hoge prijzen, slechte kwaliteit en de lange tijd die ervoor nodig was om dit systeem in de motor te installeren, werd er vanaf het tweede V8-model van afgezien. Ook de oude Aston Martin DBS benutte deze motor met hetzelfde systeem. Vervolgens werden er in 1973 carburators van de fabrikant Weber gebruikt en die bleken de V8 een toentertijd ongekende acceleratie te geven van 0 tot 100 in 5,7 seconden, twee tienden sneller dan de motoren met brandstofinjectie. Zoals echter met de meeste Astons gebeurde in die tijden, werden de wagens steeds zwaarder en luxueuzer en verloren zo aan topsnelheid en acceleratie. De meeste AMV8's werden geleverd met een automatische transmissie van Chrysler (Torqueflite).
| De verschillende soorten Aston Martin V8's                                                                                     | De verschillende soorten Aston Martin V8's | De verschillende soorten Aston Martin V8's | De verschillende soorten Aston Martin V8's | De verschillende soorten Aston Martin V8's | De verschillende soorten Aston Martin V8's | De verschillende soorten Aston Martin V8's |
| Model | Productiejaren                             | Aantal gebouwd                             | Acceleratie tot 100 km/u                   | Topsnelheid                                | Paardenkracht*                             | Kenmerken |
| --- | ------------------------------------------ | ------------------------------------------ | ------------------------------------------ | ------------------------------------------ | ------------------------------------------ | --- |
| DBS V8 | 1970-1972                                  | 405                                        | 5,9 s                                      | 261 km/u                                   | 310-320 pk                                 | vier koplampen, aluminium grille, GKN wielen (15"), lage luchtinlaat op de motorkap |
| AMV8 (Bosch-brandstofinjectie)                                                                                                 | 1972-1973                                  | 288                                        | 5,9 s                                      | 261 km/u                                   | 310-320 pk                                 | twee koplampen, zwarte gaasgrille, GKN-wielen (15"), lage luchtinlaat op de motorkap |
| AMV8 (Weber-carburator) | 1973-1978                                  | 967                                        | 5,7 s                                      | 250 km/u                                   | 310 pk                                     | twee koplampen, zwarte gaasgrille, GKN wielen (15"), hogere luchtinlaat op de motorkap (door de carburator) |
| AMV8 (Oscar India) | 1978-1986                                  | 291                                        | 6,6 s                                      | 235 km/u                                   | 305 pk                                     | twee koplampen, zwarte gaasgrille, GKN wielen (15") maar vanaf 1983 BBS wielen (15"), gesloten powerdome op de motorkap, roestvrijstalen uitlaatsysteem, herziene ophanging, geïntegreerde kofferspoiler, luxueus interieur, vier Weber-carburators |
| AMV8 (Weber-Marelli-brandstofinjectie)                                                                                         | 1986-1989                                  | 61                                         | 6,7 s                                      | 242 km/u                                   | 305 pk                                     | twee koplampen, zwarte gaasgrille, BBS wielen (15"), plattere motorkap dankzij brandstofinjectie, luxueus interieur |
| *Dit is de rempaardenkracht, dus de paardenkracht van de motor zonder afremming door versnellingsbak, distributie, wielen, ... |                                            |                                            |                                            |                                            |                                            | |

## Samenwerking Aston Martin en AMG
Halverwege 2013 werd bekend dat Aston Martin met AMG gaat samenwerken. De Duitse fabrikant zal motoren en elektronica gaan leveren aan de Britten om zodoende de kosten te drukken. Daar concurrenten Maserati, Ferrari en Lamborghini van hun moederbedrijf Fiat en Audi kunnen tappen heeft Aston Martin dus besloten de handen ineen te slaan met AMG. Door de samenwerking krijgt Mercedes-Benz, het moederbedrijf van AMG, 5% van de rechten van Aston Martin. Naast kostenbesparing levert dit Aston Martin dus ook extra kennis op.